# 美麗的世界
《美麗的世界》（：／），為韓國JTBC於2019年4月5日起播出的金土連續劇，由《魔王》、《鯊魚》、《記憶》的朴燦弘導演與金志宇作家再度合作打造。此劇講述因為校園暴力而瀕臨死亡的男孩，以及這個男孩的家人以他的名字找出真相的故事，在謊言與隱瞞，不信任與曝光，對別人的痛苦感到麻木的自私自利的世界中，治癒彼此的傷痛。

## 演員陣容

### 主要人物
| 演員   | 角色   | 介紹 |
| 朴喜洵 | 朴武鎮 | 高中老師 姜仁荷的丈夫，善浩和秀浩的父親。 |
| 秋瓷炫 | 姜仁荷 | 經營浩浩烘焙坊 朴武鎮的妻子，善浩和秀浩的母親。 |
| 吳萬石 | 吳振表 | 私學財團理事長 徐恩珠的丈夫，俊錫的父親。韓國首爾國立大學出身，並接任了私學財團理事長一職，一路高歌猛進。他從未經歷過挫折和失敗，因此缺乏對他人的痛苦、創傷和社會弱者的理解。 |
| 曹如晶 | 徐恩珠 | 家庭主婦 吳振表的妻子，俊錫的母親。 |

### 武鎮和仁荷周邊人物
| 演員   | 角色   | 介紹                                                                            |
| 南多凜 | 朴善浩 | 國中三年級學生 武鎮和仁荷的兒子，秀浩的哥哥。樂觀、溫柔，又有著像長子的沈著。   |
| 金焕熙 | 朴秀浩 | 國中二年級學生 武鎮和仁荷的女兒，善浩的妹妹。愛笑、任性又會表達自己想法的女孩。 |
| 李清娥 | 姜俊荷 | 仁荷的妹妹，善浩和秀浩的阿姨。                                                  |
| 姜愛心 |        | 仁荷和俊荷的母親，善浩和秀浩的外婆。                                            |

### 振表和恩珠周邊人物
| 演員   | 角色   | 介紹                                                              |
| 徐東賢 | 吳俊錫 | 國中三年級學生 振表和恩珠的兒子，校內模範學生，在同學中人氣頗高。 |

### 世亞中學學生
| 演員        | 角色   | 介紹 |
| 徐榮柱      | 韓東洙 | 高中二年級學生，處於社會陰暗死角的危險的孩子。 在大人們眼裏,孩子只是個問題孩子,但孩子卻處在爲支撐不幸環境而鬥爭的社會陰暗角落,爲了賺取生活費,送餐打工一直幹到凌晨,在學校裏這孩子大多睡覺。對未來沒有夢想，也沒有希望。不信任長輩，深刻體驗金錢就是權力，賺錢是人生的夢想和希望。同齡的孩子不屑一顧，老師都顯得很僞善， 拳頭比說話更有血性。 |
| 李在寅      | 韓東熙 | 國中三年級學生，性格內向但果斷的孩子。 因爲大人的不負責任而全身心地擁抱着不幸，卻用自己獨有的方法表現出希望的"禮物"般的孩子。哥哥東洙打工掙的錢是生活費的全部，爲了節約生活費，在需要乘坐公交車上學的街道上行走，也沒有抱怨和不滿的善良孩子。                                                                                               |
| 朴持厚      | 鄭多熙 | 國中三年級學生 經營着著名韓食餐館的父母的獨生女。比起學習，她更關心外貌，對流行敏感，喜歡打扮自己。由於父母都是做生意的，從小就有很多獨處的時間，有手機和網絡上癮，是朋友們與世界溝通的最重要手段。表面看來活潑，但非常膽小。 |
| 琴俊弦  | 趙英哲 | 國中三年級學生 經營24小時便利店的單親媽媽的獨生子。性格消極內向、缺乏自信、有口吃的習慣。父親去世後，意志消沉，信心進一步下降。和俊碩一起走，也抵不過俊碩的話，非常服從。這孩子是依賴並信任俊碩，反而折磨自己從俊碩的欺負中解救出來的本人，從受害者變成加害者。                                                                             |
| 梁韓烈      | 李基燦 | 國中三年級學生 從事建築物租賃業的"高爾夫中毒"父親和熱衷於房地產投機的"母親"的二兒子。被別人稱爲"過剩行爲綜合症"，而且情緒不穩定，一刻也不能閒着，非常吵鬧。說話粗魯虛張，其實也有點稚嫩。愛好是遊戲中毒，散佈流言蜚語。遊戲從惡作劇開始，逐漸演變成對偏好的暴力，一開始矛盾重重，後來逐漸陷入羣衆心理，參與暴力。                           |
| 姜賢旭  | 羅成宰 | 國中三年級學生 律師父親和牙醫母親的獨生子。眼明手快、有棱有角，根據情況向有利方向靠攏。 |

### 世亞中學教職員
| 演員        | 角色   | 介紹                       |
| 明桂南      | 明善   | 校長                       |
| 鄭載成      | 裴祥福 | 校監（副校長）             |
| 周碩濟  | 申江勳 | 教務部長兼校園暴力責任導師 |
| 尹那武      | 李鎮宇 | 朴善浩的班導師             |
| 安昭堯  | 咸英珠 | 朴秀浩的班導師             |
| 金學善      | 申大吉 | 保安官，前退休刑警。       |

### 江浩警察局
| 演員        | 角色   | 介紹               |
| 趙載龍      | 朴勝萬 | 朴善浩事件擔當刑警 |
| 金道炯  | 金刑警 | 強力組刑警         |

### 其他人物
| 演員        | 角色   | 介紹 |
| 李書煥      | 鄭萬燮 | 多熙的父親，經營著名韓食餐館。                                                                                            |
| 崔友松      | 崔京淑 | 多熙的母親，共同經營著名韓食餐館。                                                                                        |
| 李知炫      | 林淑熙 | 英哲的母親，經營24小時便利店來撫養獨生子的單親媽媽。 唯一心願的是兒子不因為在單親家庭中成長而受影響，而是乖巧善良地長大。 |
| 黃泰光      | 李尚禹 | 基燦的父親，從事建築物租賃業。                                                                                            |
| 明志娟      | 權智慧 | 基燦的母親，熱衷於房地產投機。                                                                                            |
| 成基允      | 羅弼俊 | 成宰的父親，律師。 |
| 姜末今      | 恩京善 | 成宰的母親，牙醫。 |
| 朴龍        |        | 韓東洙的僱主 |
| 金海沅  |        | 花店老闆 |

### 特別出演
| 演員   | 角色   | 介紹                                                                   |
| 李聖旻 | 李聖旻 | 警察署長                                                               |
| 安內相 |        | 朴善浩轉院後的主治醫生                                                 |
| 許正道 | 奇得哲 | 看見申大吉被撞肇事逃逸現場，要求吳振表付出高額金錢以贖回事證的黑道混混 |

## 收視率
| 集數       | 播出日期   | 標題             | AGB收視率        | AGB收視率      |
| 集數       | 播出日期   | 標題             | 大韓民國（全國） | 首爾（首都圈） |
| ---------- | ---------- | ---------------- | ---------------- | -------------- |
| 1          | 2019/04/05 | 陰影，吞噬月亮   | 2.178%           |                |
| 2          | 2019/04/06 | 踩影遊戲         | 2.926%           | 3.099%         |
| 3          | 2019/04/12 | 血月             | 3.053%           | 3.515%         |
| 4          | 2019/04/13 | 惡很平凡         | 3.306%           | 4.006%         |
| 5          | 2019/04/19 | 地獄之門         | 3.346%           | 3.637%         |
| 6          | 2019/04/20 | 真相與謊言的重量 | 3.267%           | 3.621%         |
| 7          | 2019/04/26 | 虛偽的人們       | 3.334%           | 3.665%         |
| 8          | 2019/04/27 | 天使與惡魔       | 4.001%           | 4.553%         |
| 9          | 2019/05/03 | 守護者           | 3.727%           | 3.921%         |
| 10         | 2019/05/04 | 秘密與謊言       | 3.451%           | 3.804%         |
| 11         | 2019/05/10 | 混沌             | 4.222%           | 4.451%         |
| 12         | 2019/05/11 | 惡以虛僞爲生     | 4.643%           | 4.885%         |
| 13         | 2019/05/17 | 懸崖邊上的人們   | 4.087%           | 4.505%         |
| 14         | 2019/05/18 | 圓的法則         | 4.331%           | 5.284%         |
| 15         | 2019/05/24 | 奇蹟的少年       | 4.910%           | 4.871%         |
| 16         | 2019/05/25 | 美麗的世界       | 5.785%           | 7.076%         |
| 平均收視率 | 平均收視率 | 平均收視率       | 3.785%           | －             |

- 收視最低的集數以藍色表示，收視最高的集數以紅色表示，而空格則表示該集的收視沒有相關數據。

## 外部連結
- 韓國JTBC官方網站 （页面存档备份，存于）
- 美麗的世界-NAVER （页面存档备份，存于）

| JTBC 金土劇                                 | JTBC 金土劇                                             | JTBC 金土劇 |
| ------------------------------------------- | ------------------------------------------------------- | ----------- |
|                                             | 美麗的世界 （2019年4月5日 - 2019年5月25日）             |             |
| Legal High （2019年2月8日 - 2019年3月30日） | 輔佐官–改變世界的人們 （2019年6月14日 - 2019年7月13日） |             |